# 이시이 료 (1993년)
이시이 료(일본어: 石井 綾, 1993년 6월 24일~)는 일본의 축구 선수이다.

## 구단 경력
그는 2016년 J2리그의 미토 홀리호크에 입단했다. 2017년부터 2018년까지 J3리그의 아술 클라로 누마즈와 후쿠시마 유나이티드 FC에서 뛰었다. 2019년 J2리그의 FC 류큐로 이적했다. 2020년 츠바이겐 가나자와로 이적했다.